# Torre de Sella
La Torre de Sella, coneguda com la torre del Palau, forma part d'un conjunt monumental constituir pel palau de la baronia de Sella i l'església de Santa Anna, a Sella (Marina Baixa). La baronia de Sella es va crear per la família Calatayud el 1507, juntament amb la població d'Agres. Com a símbol del domini senyorial, la torre es va edificar, en primer lloc, en el període comprés entre 1530 i 1563 i a expenses de Gaspar Calatayud, segon baró de Sella. Posteriorment, durant els segles XVII o XVIII, es va fer el palau i l'església. La torre conté una porta amb un arc de mig punt i la planta baixa va ser emprada com a presó. El palau adjacent està dotat d’un pati interior i antigues finestres que donaven a l’església, donant sentit al conjunt Torre-Palau-Església que domina el nucli urbà. Els seus baixos estan ocupats per un Casino, possiblement des de finals del segle xix. Aquest conjunt monumental és BIC (Bé d’Interès Comunitari) i es troba catalogat com a Bé de Rellevància Local (BRL).